# Sultan Rachmanov
Sultan Saburovitj Rachmanov (ukrainska: Султан Сабурович Рахманов), född 6 juli 1950 i To‘rtko‘l i Karakalpakstan (i dåvarande Sovjetunionen), död 5 maj 2003 i Dnepropetrovsk i Ukraina, var en sovjetisk tyngdlyftare som tog ett olympiskt guld och satte två världsrekord.
Rachmanov föddes i Uzbekistan, hans far var uzbek och hans mor ukrainska. 1966 flyttade familjen till Ukraina där Rachmanov började med tyngdlyftning. Han var med i det sovjetiska landslaget i nio år. Den största segern var den vid olympiska sommarspelen 1980 i Moskva där han tog guld i supertungviktsklassen. Rachmanov gjorde sex perfekta lyft och satte ett olympiskt rekord i ryck med 195 kg. För den segern tilldelades han Arbetets Röda Fanas orden i Kreml.
Rachmanov avslutade tyngdlyftningskarriären 1982. Han var i flera år ordförande i den ukrainska grenen av International Association of Disabled Sports Veterans, och valdes 2000 till ordförande för hela organisationen, en post han innehade fram till sin död i en hjärtattack 2003. Rachmanov var också hedersordförande för det ukrainska aikidoförbundet.